# Tomatin
Tomatin est une distillerie de whisky fondée en 1897 et située dans la région des Highlands en Écosse. Le whisky produit est essentiellement consacré à la fabrication de blends (The Antiquary, Talisman, The Big-T). Le single malt n’est que très peu distribué.
Avec environ 5 000 000 de litres produits chaque année, elle fait partie des dix plus grandes distilleries écossaises.